# Donald Cock
Donald James Cock (né le 10 juillet 1896 à Hayle dans les Cornouailles et mort le 31 août 1974 à Wolverhampton dans les Midlands de l'Ouest) est un joueur de football anglais qui évoluait au poste d'attaquant.
Ses frères, Jack et Herbert, étaient également footballeurs.

## Palmarès
Notts County
- Championnat d'Angleterre D2 (1) :
  - Champion : 1922-23.